# Paul Preston
Pour les articles homonymes, voir Preston.
Paul Preston (né à Liverpool en 1946) est un historien britannique, docteur en histoire de l'université d'Oxford. Il est spécialiste de l'histoire de l'Espagne contemporaine et en particulier de la période de la guerre d'Espagne. 
Ancien militant anti-franquiste, il assume son engagement d'historien de gauche et sa défense de la seconde République espagnole. Son récit de la guerre et du franquisme s'oppose notamment aux versions de l'historien américain Stanley Payne et à la lecture qu'en fait Pío Moa.

## Biographie
Paul Preston est né en juillet 1946 à Liverpool en Angleterre. 

### Un historien engagé
Dans une interview, Preston a mentionné sa sympathie pour la Deuxième République espagnole, mentionnant venir d'une famille assez à gauche et qu'il avait été ému et indigné par la défaite de la République espagnole.
Après ses études en histoire à Oxford et avoir séjourné en Espagne à la fin des années 1960 et au début des années 1970, il s'implique en Angleterre dans l'opposition anti-franquiste, se faisant l'interprète, pour la Junta Democratica, de dirigeants socialistes, communistes et anarchistes. 
De 1991 jusqu'à sa retraite, il enseigne à la London School of Economics, où il est professeur d'études contemporaines en espagnol et directeur du Cañada Blanch Center for Contemporary Spanish Studies.
Pour l'historien et écrivain Rafael Núñez Florencio, Paul Preston est à la gauche ce que Stanley Payne est à la droite, c'est-à-dire deux historiens de premier plan devenus les icônes d'une certaine interprétation (antithétique) de la guerre civile espagnole.

### Travaux
Paul Preston est notamment l'auteur d'une biographie du général Franco en 1994 et une biographie du roi Juan Carlos en 2003. 
Dans son récit de la guerre et du franquisme, il s'oppose aux récits concurrents de l'historien franquiste Ricardo de la Cierva mais aussi des historiens Bartolomé Bennassar et Stanley Payne, notamment sur les prémices et les responsabilités de la guerre civile. Pour Preston, si la violence et les atrocités ont notamment bien été commises des deux côtés durant la guerre civile, il estime qu'il y a une différence morale entre les deux types de crimes et d'exactions. Il estime notamment que la répression franquiste se distingue en ce qu'elle était planifiée, et non impulsive, plus étendue, imposée par la hiérarchie militaire, qu'elle était de type coloniale et semi-raciste envers les ouvriers et paysans, mentionnant le nombre plus importants de viols commis par le côté nationaliste par rapport au camp républicain. 
Paul Preston évoque peu la Monarchie espagnole actuelle dans ses interviews, tout en mentionnant cependant qu'il n'est pas monarchiste et que les institutions espagnoles sont instables.  

#### Réception critique deThe Spanish Holocaust
Le livre de Preston intitulé en anglais, The Spanish Holocaust : Inquisition and Extermination in Twentieth-Century Spain, a été traduit en français sous le titre Une guerre d'extermination, Espagne, 1936-1945 car le terme Holocauste n'est utilisé en France que dans le cadre de l'extermination nazie. 
Le livre commence en réalité en 1931. L'ouvrage se concentre sur la répression menée dans les deux camps pendant la guerre d'Espagne puis sur la façon dont Franco a continué après la guerre pour asseoir son pouvoir. 
Dans un note critique sur l'ouvrage, l'historien français François Weiser souligne le travail important de Preston pour montrer la diversité de la position du clergé dans cette guerre, aussi bien dans en tant que victime des deux bords que en tant que bourreaux, permettant de voir la variété d'opinions au sujet de l’Église durant cette guerre. 
Beaucoup moins favorable, l'historien américain Stanley Payne estime de son côté que le livre « reproduit bon nombre des plus anciens stéréotypes sur la guerre civile espagnole » et le considère comme « un échec ». 
Le littéraire Jeremy Treglown (en) estime que la comparaison de Paul Preston avec l'Holocauste expose rapidement ses limites. Selon lui, l'histoire du XXe siècle montre qu'« il n'est pas nécessaire de faire des comparaisons lointaines pour voir que, si effroyables et, oui, criminelles, qu'aient été les actions qu'il décrit, elles différaient tant sur le plan qualitatif que quantitatif de la planification à froid et de l'application industrielle de l'Holocauste nazi. Cet élément de sensationnalisme, aggravé par le sous-titre « Inquisition et extermination dans l'Espagne du XXe siècle », risque de transformer l'histoire elle-même en inquisition : quelque chose de plus proche d'un tribunal moral vengeur que d'une tentative de comprendre le passé. » Treglown note également que dans cet ouvrage comme dans ses autres livres, lorsque Paul Preston documente les atrocités commises par les partis de gauche, il tend à les présenter comme ayant toujours été la « conséquence » de celles commises par les partis de droite.
Le livre The Spanish Holocaust a remporté le Prix d'histoire de la Catalogne en 2011.

## Publications
De nombreux ouvrages ont été traduits dans d'autres pays, particulièrement en Espagne. Plusieurs rééditions revues et augmentées des travaux listés ci-dessous ont vu le jour.
- The Triumph of Democracy in Spain, New York, Methuen, 1986
- The Spanish Civil War, 1936-1939, New York, Grove, 1986
- The Politics of Revenge : Fascism and the Military in Twentieth-Century Spain, Winchester, Unwin Hyman, 1990
- Franco : A Biography, New York, Basic Books, 1994
- A Concise History of the Spanish Civil War, Fontana Press, 1996
- Doves of War : Four Women of Spain, London, HarperCollins, 2002
- Juan Carlos : A People's King, HarperCollins, 2004
- The Spanish Holocaust : Inquisition and Extermination in Twentieth-Century Spain, HarperCollin, 2012.
traduit en français : Une guerre d'extermination. Espagne, 1936-1945, Belin, 2016, 890 p.  (ISBN 978-2-7011-9621-3)
- Last Days of the Spanish Republic, William Collins, 2014